# كاميرون لونغ
كاميرون لونغ (30 ديسمبر 1988 في الولايات المتحدة - ) (بالإنجليزية: Cameron Long)‏ هو لاعب كرة سلة أمريكي في مركز هجوم خلفي. لعب مع Würzburg Baskets ‏.

## وصلات خارجية
- كاميرون لونغ على موقع الدوري الأوروبي لكرة السلة (الإنجليزية)
- كاميرون لونغ على موقع كرة السلة الأوروبية.كوم (الإنجليزية)
- كاميرون لونغ على موقع كلية كرة السلة في سبورتس رفرنس.كوم (الإنجليزية)
- كاميرون لونغ على موقع ريلجم (الإنجليزية)
- كاميرون لونغ على موقع بروبوليرز (الإنجليزية)